# 格雷斯维尔 (阿拉巴马州)
格雷斯维尔（英語：Graysville），是美国阿拉巴马州下属的一座城市。面积约为16.92平方英里（约合43.83平方公里）。根据2010年美国人口普查，该市有人口2,165人，人口密度为127.94/平方英里（约合49.4/平方公里）。